# Ismaray Marrero Arias
Ismaray Marrero Arias (ur. 13 sierpnia 1982 w Ciudad Habana) – kubańska wioślarka.

## Osiągnięcia
- Mistrzostwa Świata – Sewilla 2002 – dwójka podwójna wagi lekkiej – 13. miejsce[1].
- Igrzyska Olimpijskie – Ateny 2004 – dwójka podwójna wagi lekkiej – 14. miejsce[1].
- Mistrzostwa Świata – Gifu 2005 – jedynka wagi lekkiej – 6. miejsce[1].
- Mistrzostwa Świata – Eton 2006 – jedynka wagi lekkiej – 8. miejsce[1].
- Mistrzostwa Świata – Monachium 2007 – dwójka podwójna wagi lekkiej – 17. miejsce[1].
- Igrzyska Olimpijskie – Pekin 2008 – dwójka podwójna wagi lekkiej – 12. miejsce[1].